# Yoann Offredo
Yoann Offredo (Savigny sur Orge, 12 de noviembre de 1986) es un ciclista francés.
Diplomado en gestión de empresas, hizo su debut profesional en 2008 con el equipo Française des Jeux. En 2017 cambió de aires y compitió en el conjunto Circus-Wanty Gobert hasta su retirada en 2020.

## Biografía

### El debut
A los 19 años, Yoann Offredo se unió al equipo amateur CC Nogent-sur-Oise (en el que también estaba Romain Feillu) y ayudó a su club a ganar la Copa de Francia de Clubes de 2006. Se inició en las filas profesionales a finales de 2007 y lleva su aprendizaje a lo largo de las temporadas 2008 y 2009 como gregario.

### 2010, revelación en las clásicas
En 2010 brilló en clásicos como la Milán-San Remo, donde en su primera aparición se escapa en solitario entre Cipressa y Poggio antes de que le cogieran a la mitad de la subida, pero mantiene fuerzas suficientes para terminar en decimosexta posición digna de elogio. Su gerente, Marc Madiot, le reprochó su manejo de la carrera cuando llegó a la meta. Offredo sin embargo, se confirma en los clásicos del verano, donde es uno de los mejores franceses en las carreras largas, lo que lo demuestra su undécimo lugar en la Vattenfall Cyclassics y, a una semana más tarde, su tercer lugar en el Gran Premio de Plouay por detrás de Matthew Goss y Tyler Farrar. Al final de la temporada 2010, fue seleccionado por Laurent Jalabert para entrar en la carrera en línea del campeonato del mundo en Melbourne en Australia. Firmó su primer gran rendimiento en un sprint clásico, finalizando séptimo en la París-Tours. Tras esta temporada, fue nombrado "Vélo Star de demain 2010 " por la Asociación de la bicicleta donde el presidente ejecutivo es Jean-Marie Leblanc.

## Palmarés
2007
- Premio de Armorique
- Souvenir Michel Roques
- Trio Normando

2009
- 1 etapa del Tour de Picardie

## Resultados en Grandes Vueltas
Durante su carrera deportiva consiguió los siguientes puestos en las Grandes Vueltas. 
| Carrera | Carrera         | 2008 | 2009 | 2010 | 2011 | 2012 | 2013 | 2014 | 2015 | 2016 | 2017  | 2018 | 2019  | 2020 |
| ------- | --------------- | ---- | ---- | ---- | ---- | ---- | ---- | ---- | ---- | ---- | ----- | ---- | ----- | ---- |
|         | Giro de Italia  | —    | —    | —    | —    | —    | —    | —    | —    | —    | —     | —    | —     | —    |
|         | Tour de Francia | —    | —    | —    | —    | —    | —    | —    | —    | —    | 110.º | 91.º | 154.º | —    |
|         | Vuelta a España | —    | —    | Ab.  | —    | —    | —    | —    | —    | —    | —     | —    | —     | —    |

—: no participa

Ab.: abandono 